# Псефологія
Псефологія (від грецького ψῆφος, psephos, «галька») — розділ політології, «кількісний аналіз виборів і голосування». Псефологія намагається пояснити політичні вибори за допомогою наукового методу. Псефологія пов'язана з політичним прогнозуванням.
Псефологія використовує історичні дані про голосування на дільницях, опитування громадської думки, інформацію про фінансування кампанії та подібні статистичні дані. Термін був введений у 1948 році у Сполученому Королівстві шотландським філософом У. Харді (1902—1990) після того, як його друг Р. Б. МакКаллум звернувся до нього з проханням, щоб описати дослідження виборів (перше письмове використання в 1952 році.) Теорія соціального вибору — це інша область дослідження, яка вивчає голосування з математичної точки зору.
Термін «псефологія» більш поширений у Британії та в тих англомовних спільнотах, які значною мірою покладаються на британський стандарт мови. У Сполучених Штатах частіше використовується термін «політичний аналіз».

## Етимологія
Термін походить від грецького слова «галька», оскільки стародавні греки використовували гальку для голосування. (Так само слово бюлетень походить від середньовічного французького слова «ballotte», що означає маленький м'яч).

## Застосування
Псефологія — це розділ політичної науки, який займається експертизою, а також статистичним аналізом виборів та опитувань. Людей, які практикують псефологію, називають псефологами.
Деякі з основних інструментів, які використовує псефолог, — це історичні дані про голосування на дільницях, інформація про фінансування кампанії та інші пов'язані дані. Велику роль у псефології відіграють і опитування громадської думки. Псефологія також має різні застосування, зокрема, для аналізу результатів виборів за поточними показниками, на відміну від цілей прогнозування. Наприклад, індекс Галлахера вимірює кількість пропорційного представництва на виборах.
Ступенів з псефології не існує (натомість псефолог може мати ступінь політології та/або статистики). Передумовами для того, щоб стати псефологом є: знання демографії, статистичного аналізу та політики (особливо виборчих систем та поведінки людей під час голосування).